# Spring Security
Spring Security это Java/Java EE фреймворк, предоставляющий механизмы построения систем аутентификации и авторизации, а также другие возможности обеспечения безопасности для промышленных приложений, созданных с помощью Spring Framework. Проект был начат Беном Алексом (Ben Alex) в конце 2003 года под именем «Acegi Security» и был публично представлен под лицензией Apache License в марте 2004. Впоследствии был включён в Spring как официальный дочерний проект. Впервые публично представлен под новым именем Spring Security 2.0.0 в апреле 2008 года, что включило официальную поддержку и подготовку от SpringSource.